# KV Близнецов
KV Близнецов (лат. KV Geminorum) — тройная звезда в созвездии Близнецов на расстоянии приблизительно 1 102 световых лет (около 338 парсек) от Солнца. Видимая звёздная величина звезды — от +12,9m до +12,4m.
Открыта Борисом Кукаркиным и др. в 1968 году.
Пара первого и второго компонентов — двойная затменная переменная звезда типа W Большой Медведицы (EW)*. Орбитальный период — около 0,3585 суток (8,6045 часа).

## Характеристики
Первый компонент — жёлто-белая пульсирующая переменная звезда типа RR Лиры (RRC) спектрального класса F4. Радиус — около 1,23 солнечного, светимость — около 1,074 солнечной. Эффективная температура — около 6000 К.
Второй компонент — жёлтая звезда спектрального класса G. Эффективная температура — около 5672 К.
Третий компонент* — красный карлик спектрального класса M2.